# Интернет в Чехии
Доступ в Интернет в Чехии обеспечивается преимущественно предприятиями частного сектора и доступен в различных формах, с использованием различных технологий, имеется широкий выбор скоростей доступа и тарифных планов. В 2013 году 68 % населения были подключены к Интернету.

## Состояние
- интернет-пользователей: 7,6 млн, 45-е в мире; 75,0 % населения, 37-е место в мире (2012)[2].
- Фиксированный широкополосный доступ: 1,7 миллиона абонентов, 46-е в мире; 16,6 % населения, 56-е место в мире (2012)[3].
- Мобильный широкополосный доступ: 4,5 миллиона абонентов, 41-е в мире; 44,0 % населения, 36-е место в мире (2012)[4].
- Хосты: 4,1 млн, 27-е место в мире (2012)[5].
- IPv4: 8,0 миллионов выделенных адресов, 0,2 % от мирового объёма, 790 на 1000 человек (2012)[6].
- Домен верхнего уровня: .cz.

## Интернет-провайдеры
Поскольку на первоначальном этапе доступ в Интернет через ADSL был дорогим, в начале 2000-х Чехии возникло большое количество интернет-провайдеров, обеспечивающих беспроводной доступ на основе технологии 802.11 Wi-Fi. В начале 2008 года, в стране насчитывалось более 800 интернет-провайдеров беспроводного доступа, которые обеспечивали значительную долю доступа в Интернет. По состоянию на 2007 год, в стране насчитывалось 350 000 абонентов Wi-Fi сетей, это был наивысший показатель в странах Европейского Союза. В стране представлены как коммерческие, так и общественные беспроводные сети.
В стране широко распространён мобильный Интернет. Доступ с использованием протоколов GPRS, EDGE, UMTS и CDMA2000 предлагают все четыре оператора мобильной связи (T-Mobile, Vodafone, Telefonica O2 и U:fon). Средняя стоимость безлимитного мобильного доступа составляет около 25 евро в месяц.